# Lucien Thériault
Lucien Thériault est un réalisateur et un conservateur canadien, né à Joliette en 1897 et mort à Vaudreuil-Dorion le 16 octobre 1983. 
Après des études au séminaire de Joliette et quelques emplois en finance, il rencontre l'animateur et poète Guy Maufette dont il épouse la sœur Bérengère en 1937. À l'instigation de Guy, il postule un emploi à Radio-Canada et devient réalisateur pour la radio qui inaugure son réseau français le 1er décembre 1937. Lucien Thériault est le réalisateur de l'émission Au jour le jour avec Paul Dupuis à l'animation. Il succède ensuite à Guy Maufette pour la réalisation du feuilleton Un homme et son péché de Claude-Henri Grignon. On doit également à Lucien Thériault la réalisation de plusieurs documentaires, notamment Je me souviens de Félix Leclerc. Il prend sa retraite en 1967.
Parallèlement, Lucien Thériault fait la rencontre de Roger Maillet avec qui il participe à la création de Musée historique de l'Île Perrot qui deviendra plus tard le Musée régional de Vaudreuil-Soulanges. Très actif dans la constitution des collections du musée, il en prend les commandes à partir de 1960. Il contribue jusqu'à sa mort en 1983 à l'essor du musée.